# Diospyros caribaea
Diospyros caribaea là một loài thực vật có hoa trong họ Thị. Loài này được (A.DC.) Standl. mô tả khoa học đầu tiên năm 1935.